# Тамасіма-Мару
Тамасіма-Мару (Tamashima Maru) — судно, яке під час Другої світової війни взяло участь у операціях японських збройних сил у архіпелазі Бісмарка та на Каролінських островах.

## Загальна інформація
Тамасіма-Мару спорудили в 1940 році на верфі Mitsubishi Jukogyo в Йокогамі на замовлення компанії Iino Kisen.
13 серпня 1941-го судно реквізували для потреб Імперського флоту Японії, після чого у серпні — вересні воно здійснило рейс до Центральної Мікронезії (тут на атолі Трук була головна база японського ВМФ у Океанії), а з 5 по 20 жовтня 1941-го пройшло певне переобладнання на верфі ВМФ у Куре.

## Служба в листопаді 1941— серпні 1943
У наступні кілька місяців судно здійснило три рейси з Японії до Такао (наразі Гаосюн на Тайвані), а також відвідало численні японські порти та двічі побувало в Чіннампо (наразі Нампхо на західному узбережжі Кореї). Від середини червня до кінця вересня 1942-го Тамасіма-Мару курсувало між портами Центральної Японії та Південним Сахаліном — до Хорокісі (бухта Ізильметьєва на західному узбережжі острова), Raichishi (район Красногорська), Сікуку (наразі Поронайськ), Чірікоро.
З жовтня 1942-го по серпень 1943-го судно переважно здійснювало рейси у водах Японського архіпелагу, під час яких відвідало (зазвичай не по одному разу) Осаку, Моджі, Цукумі, Нагою, Токіо, Йокогаму, Сасебо, Йокосуку, Кавасакі, Омінато (важлива база ВМФ на північному завершенні Хонсю), Вакамацу, Явату, Куре і порти Хоккайдо — Муроран, Хакодате, Отару, Румой, Кусіро. Також Тамасіма-Мару побувало на Парамуширі й Шумшу (Курильські острова), один раз відвідало Чіннампо та двічі заходило до іншого корейського порту Пусан.

## Служба у Океанії
У другій половині 1943-го судно залучили для операцій у Океанії. 31 серпня — 9 вересня воно в конвої O-106 пройшло на Палау (важливий транспортний хаб на заході Каролінських островів), а потім з конвоєм SO-806 перейшло до Рабаула — головної передової бази в архіпелазі Бісмарка, з якої здійснювались операції на Соломонових островах та сході Нової Гвінеї. З 15 по 22 жовтня Тамасіма-Мару здійснило круговий рейс до Буки (порт на однойменному острові біля північного завершення значно більшого острова Бугенвіль). На початку листопада судно перейшло до Кавієнгу (друга за значенням японська база у архіпелазі Бісмарка, розташована на північному завершенні острова Нова Ірландія), а 19 листопада прибуло у складі конвою № 2152 на Трук. 25 листопада — 3 грудня 1943-го Тамасіма-Мару здійснило перехід з Труку до Йокосуки в конвої № 4125, після чого з 8 грудня 1943 по 18 січня 1944-го проходило ремонт у Йокогамі.
По завершенні ремонту Тамасіма-Мару прийняло на борт дев'ять сотень військовослужбовців та різноманітні вантажі, а 25 січня 1944-го вийшло у складі конвою № 3125 з Йокосуки на Трук (як перший етап нового рейсу до Рабаула). Вранці 30 січня в районі за вісім сотень кілометрів на північний схід від Маріанських островів підводний човен USS Spearfish торпедував Тамасіма-Мару. Оскільки судно не затонуло та змогло продовжити шлях, на USS Spearfish дочекались настання темряви та через 12 годин після першої атаки знову поцілили Тамасіма-Мару, що призвело до вибуху амуніції та втрати судна. Втім, японці зняли з транспорту всіх пасажирів, тож з Тамасіма-Мару загинули лише 4 особи.